# Acido piruvico
L'acido piruvico (o acido α-chetopropionico, nome sistematico: acido 2-ossopropanoico) è un alfa-chetoacido, ossia un acido carbossilico che reca un gruppo chetonico unito direttamente al carbossile, avente quindi formula CH3-CO-COOH.
A temperatura ambiente si presenta come un liquido incolore (se puro) e dall'odore pungente simile all'acido acetico, ma spesso appare giallastro per impurezze. È un acido di forza medio-alta: una sua soluzione acquosa a concentrazione 1 M ha un pH di circa 1,2 e quindi la pKa del composto è 2,4; nei sistemi biologici (pH ≈ 7) è presente totalmente come ione piruvato (rapporto [A-]/[AH]≈40000), cioè nella sua forma anionica col carbossile deprotonato; nella cellula ricopre un ruolo di grandissima importanza in quanto è un metabolita centrale e di collegamento tra le vie riguardanti i carboidrati, i grassi, e gli amminoacidi.

## Caratteristiche strutturali e fisiche
L'acido piruvico è un α-chetoacido, ovvero ha un gruppo carbonilico legato al carbonio adiacente (il carbonio del gruppo carbonilico è detto carbonio α) del gruppo carbossilico. La molecola presenta un pKa di 2,4, insolitamente basso per un acido organico, che indica un comportamento particolarmente acido. Questa è una caratteristica comune a tutti gli α-chetoacidi ed è dovuta alla presenza di due atomi di carbonio sp2 adiacenti. La forza dell'acido è dovuta alla stabilizzazione per risonanza del corrispondente anione, che coinvolge anche il doppio legame del gruppo carbonilico.

## Sintesi
In laboratorio l'acido piruvico può essere preparato dall'acido tartarico (acido uvico) riscaldandolo (pirolisi, da questo il nome "piruvico": ottenuto per pirolisi dell'acido uvico) in presenza di idrogenosolfato di potassio, oppure dall'idrolisi del piruvonitrile (o cianuro di acetile) formato dalla reazione tra cloruro di acetile e cianuro di potassio. Le reazioni sono:
{\displaystyle {\ce {CH3COCl + KCN -> CH3COCN + KCl}}}
{\displaystyle {\ce {CH3COCN + 2H2O -> CH3COCOOH + NH3}}}

## Biochimica
All'interno della cellula il piruvato è il prodotto finale della glicolisi, ottenuto per defosforilazione del fosfoenolpiruvato, e viene prodotto in misura di due molecole per ogni molecola di glucosio introdotta nel processo. Il piruvato è anche uno dei possibili composti di partenza per la gluconeogenesi, ovvero il processo che porta alla formazione di molecole di glucosio in caso di necessità da parte della cellula. Quindi nel complesso è un composto intermedio sia dell'anabolismo sia del catabolismo dei carboidrati.

### Catabolismo e produzione di ATP
Come prodotto della glicolisi il piruvato viene trasportato all'interno del mitocondrio dove subisce una serie di reazioni catalizzate dall'enzima piruvato deidrogenasi che lo trasformano in acetil-CoA (acetil coenzima A) e al contempo liberano una molecola di anidride carbonica e riducono una molecola di NAD+ a NADH. A questo punto l'acetil-CoA è pronto per essere utilizzato nel ciclo di Krebs, o ciclo dell'acido citrico.
Al termine della glicolisi il piruvato può anche essere utilizzato per produrre l'amminoacido alanina in una reazione catalizzata dall'alanina amminotransferasi. In condizioni anaerobiche il piruvato può essere convertito in acido lattico per opera della lattato deidrogenasi (che nei sistemi biologici si trova sotto forma di anione lattato) nella fermentazione lattica, o in etanolo nella fermentazione alcolica grazie a due enzimi: piruvato decarbossilasi e alcol deidrogenasi (ADH).

### Anabolismo e produzione di glucosio
Nel caso in cui siano necessarie molecole di glucosio, il piruvato è utilizzato nel processo di gluconeogenesi, cioè di nuova genesi del glucosio. La molecola può entrare in questo processo così com'è, costituendo in questo modo la prima tappa del processo stesso, o può anche essere la seconda tappa, nel caso in cui sia il prodotto della trasformazione di alanina, o del lattato, in piruvato. In entrambi i casi viene convertito in ossalacetato dall'enzima piruvato carbossilasi.

## Impieghi del composto
In cosmetica viene impiegato da solo o in unione con altre sostanze quali l'acido glicolico come esfoliante con minima azione antibatterica.
Recentemente viene impiegato in integratori alimentari a effetto dimagrante, ma negli studi effettuati la sua efficacia si è dimostrata minima e non significativa anche ad alte dosi. Non è disponibile un modello attendibile per spiegare questo eventuale effetto.
Nei laboratori di ricerca il suo utilizzo come tale o anche come sale sodico è di indubbia utilità, dato il grandissimo numero di processi biochimici in cui è implicato sia come substrato sia come modulatore allosterico.